# Нижня Мала Салья
Нижня Мала Са́лья (рос. Нижняя Малая Салья, удм. Вужгурт) — починок у складі Кіясовського району Удмуртії, Росія.
Населення — 168 осіб (2010; 243 у 2002).
Національний склад:
- удмурти — 99 %